# Johann Christian Kamsetzer

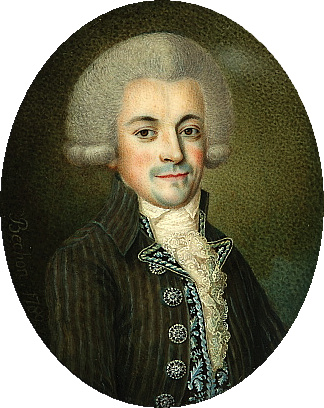
Johann Christian Kammsetzer

Johann Christian Kam(m)setzer (polnisch Jan Chrystian Kamsetzer; * 1753 in Dresden; † 25. November 1795 in Warschau) war ein deutsch-polnischer Architekt und Innendekorateur des Klassizismus. Er gilt als einer der herausragendsten Architekten Mitteleuropas seiner Zeit. Ab 1773 war er Architekt in Warschau am Hof von König Stanisław August Poniatowski. Er starb verarmt in Warschau und wurde auf dem dortigen Evangelischen Friedhof bestattet.

## Werke
- Umbau des Warschauer Königsschlosses zusammen mit Dominik Merlini von 1779 bis 1785
- Das Palais auf dem Wasser im Łazienki-Park in Warschau von 1793 bis 1795
- Mielżyński-Palast in Krzemieniewo-Pawłowice (bis 1789)
- Raczyński-Palast (1786)
- Tyszkiewicz-Palast (Warschau) (1786–92)
- Kirche in Petrykozy (1791)
- Neugestaltung der Innenräume des Branicki-Palastes in Warschau
- Innengestaltung beim Umbau des Warschauer Primas-Palastes (Mitte der 1780er Jahre)
- Hauptwache auf dem Alten Markt in Posen (1787)

| Personendaten    | Personendaten                                                     |
| ---------------- | ----------------------------------------------------------------- |
| NAME             | Kamsetzer, Johann Christian                                       |
| ALTERNATIVNAMEN  | Kamsetzer, Jan Chrystian (polnisch); Kammsetzer, Johann Christian |
| KURZBESCHREIBUNG | deutsch-polnischer Architekt und Innendekorateur des Klassizismus |
| GEBURTSDATUM     | 1753                                                              |
| GEBURTSORT       | Dresden                                                           |
| STERBEDATUM      | 25. November 1795                                                 |
| STERBEORT        | Warschau                                                          |